# Johann Willenbrock
Johann Willenbrock (der Ältere), auch Willebroch, Wilenbroch, Wulenbroch (* 5. Juni 1531 in Danzig; † 1606) war ein deutscher Gelehrter und Arzt.

## Leben
Willenbrock stammte aus einer Danziger Gelehrtenfamilie. Im Sommersemester 1545 begann er sein Studium an der Universität Königsberg und wechselte im November 1545 an die Universität Wittenberg, wo er ein Schüler von Philipp Melanchthon und Erasmus Reinhold wurde. Aus dieser Zeit sind von ihm eine Anzahl lateinischer Kasualgedichte zu Hochzeiten und Todesfällen überliefert. Melanchthon ließ seine Gedichte zur Hochzeit von David Chytraeus unter Willenbrocks Namen erscheinen. Am 22. Februar 1552 wurde Willenbrock Magister und am 1. Mai 1554 in die Philosophische Fakultät aufgenommen.
1556 setzte er sein Medizinstudium an der Universität Padua fort und war dort consiliarius der deutschen Nation. Ende der 1550er Jahre kam er nach Prag an den Hof des Erzherzogs Ferdinand II., um Pietro Andrea Mattioli zu assistieren. 1567 ging er mit dem Erzherzog als dessen Leibarzt nach Innsbruck. 1572 wird über seine protestantische Gesinnung berichtet. Aus dem Jahr 1584 ist ein Brief von Gerhard Dorn an ihn überliefert. Vermutlich wegen seiner Beziehungen zu den Paracelsus verbundenen Kreisen wurde Willenbrock auf den Index Librorum Prohibitorum gesetzt.
Er war verheiratet mit Barbara Fund († 1592), deren vermutlich von Alexander Colin geschaffenes Epitaph in der Kirche von Natters erhalten ist. Der in Prag geborene Sohn Michael studierte an der Universität Altdorf und wurde 1586 an der Universität Basel zum Dr. med. promoviert. Ebenfalls in Altdorf studierte Johannes (der Jüngere); da er ausweislich seiner 1592/93 gehaltenen Disputationen in Danzig geboren wurde, kann es sich bei ihm auch um einen Neffen handeln. Er wurde Jurist und war von 1598 bis 1612 Ratssekretär in Danzig. Auf dem Tiroler Landtag 1613 wurden Elias und Julius Willenbrock (Michaels Söhne?) in die Tiroler Adelsmatrikel aufgenommen; die Familie starb hier jedoch 1683 aus.
Ende 2015 wurde in der Bibliothek der Universität Princeton eine Ausgabe des griechischen Neuen Testaments von 1545 identifiziert, die eine Widmung von Willenbrock an Martin Chemnitz und handschriftliche Anmerkungen von Chemnitz enthält.

## Werke
- Epithalamion De Nuptiis Viri Clarissimi Nobilitate Generis, Virtute, & eruditione excellentis D. Melchioris Phasoldi Pruteni, ac nobilis & praestantis Foeminae Apoloniae Viduae Reuerendi uiri D. Caspari Crucigeri. [Veit Kreutzer], Wittenberg 1551, urn:nbn:de:urmel-1ed3e837-688d-422b-a9b7-27ffdf4b29a22
- Elegia Scripta Ad Venerandum Virum Stephanum Copazium Pannonium Pastorem Ecclesiae Dei In Patak Continens Consolationem Et Laudem Coniugii. [Peter Seitz, Wittenberg] 1551
- (Beiträger in:) Epicedion De Morte Erasmi Rheinholt Salueldensis Mathematici, ad uirum honestissimum Patrem ipsius Iohannem Rheinholt Salueldensem. [Veit Kreutzer], Wittenberg 1553
- (Beiträger in:) Epithalamion Scriptum Viro Clarissimo Davidi Chytreo Docenti Ecclesiae doctrinam in inclyta Academia Rostochiana, [et] honestissimae Virgini Sponsae eius Margaridi natae patre Senatore Laurentio Smede. Iohannes Crato, Wittenberg 1553, Digitalisat
- (Beiträger in:) Ioannis Stigelii Elegia, Qua Celebratur Dignitas Et Fructus Legitimi coniugij, Scripta in nuptijs Doctissimi uiri Dauidis Chytraei professoris Academiae Rostochianae. Et Alia Epithalamia Scripta à Iobo Fincelio, Nicolao Cisnero, & Iohanne Vuillebrochio. Iohannes Crato, Wittenberg 1553 Digitalisat.
- Oratio De Coniugio, Recitata In Sacro Nuptiali Clarissimi uiri Tilemanni Stellae & pudicissimae uirginis Helenae filiae honestissimi uiri Baldasari Rotermunds Consulis Suerinensis. Iohannes Crato, Wittenberg 1554, urn:nbn:de:bvb:12-bsb11209922-0 Bayerische Staatsbibliothek
- (Beiträger in:) Ad reverendum Virum Joannem Pfeffingerum, Doctorem Theologiae, pastorem Ecclesiae Lipsicae, Epistola Philippi Melanthonis, de morte filij viri Docti &  honesti. Wittenberg 1555 Digitalisat, MDZ
- Historia baptizati Christi, continens illvstrem patefactionem trivm personarvm divinitatis, qvam pii debent assidve cogitare in invocatione. 18 lateinische Distichen zu einem Holzschnitt von Jacob Lucius: Taufe Jesu in der Elbe vor Wittenberg, um 1555 (Abbildung)[12]